# Sokollu Mehmed Pasza
Sokollu Mehmed Pasza lub Mehmed Sokollu, Sokolović, Mehmed Sokoli pasza (ur. 1506 w Sokolovići w Bośni, zm. 11 października 1579 w Stambule) – z pochodzenia Serb, janczar, wielki wezyr.

## Życiorys
Jako małe dziecko został odebrany rodzicom przez Turków i oddany do korpusu janczarów. Uczestniczył w bitwie pod Mohaczem w 1526 i oblężeniu Wiednia w 1529. Trafił na dwór sułtański, gdzie zrobił zawrotną karierę. W 1546 został dowódcą floty, a w 1551 namiestnikiem w Rumelii. Prowadził kampanię przeciwko Habsburgom na Węgrzech. W 1565 mianowany przez sułtana Sulejmana Wspaniałego wielkim wezyrem. Za panowania Selima II faktycznie kierował imperium osmańskim. Zainicjował nieudaną wyprawę na Astrachań w 1569, po której jego wpływy nieco osłabły. Nie zapobiegł wojnie z Wenecją o Cypr. Po klęsce pod Lepanto w 1571 energicznie zabiegał o odbudowę floty tureckiej. W polityce wewnętrznej ułatwił karierę członkom swojej rodziny, forsując Sokoloviciów na urzędy państwowe i godności w Cerkwi prawosławnej. Został zamordowany w październiku 1579 przez niezrównoważonego derwisza. Był jednym z bardziej wpływowych i znanych wielkich wezyrów w historii osmańskiej Turcji.

## W kulturze
W tureckim hicie eksportowym Wspaniałe stulecie Sokollu zagrał Yıldırım Fikret Urağ.